# Ray Austin
Raymond Austin, més conegut com Ray Austin   (Londres, 5 de desembre de 1932 - Virgínia, 17 de maig de 2023), va ser un director de televisió i director de cinema anglès, guionista de televisió i productor, i antic especialista i actor que va treballar tant al Regne Unit com als Estats Units. Va exercir de director en capítols d'uns 50 programes de televisió entre 1968 i 1998.

## Vida i carrera
Austin va començar la seva carrera com a especialista en pel·lícules com North by Northwest (1959) i Espàrtac (1960). De 1965 a 1967 va exercir com a coordinador d'acrobàcies en 50 episodis de The Avengers. A The Champions es va implicar inicialment com a director de segona unitat, i posteriorment va assolir el càrrec de director complet.
El seu treball com a director de televisió inclou episodis de The Avengers (1968), Randall and Hopkirk (Deceased) (1969–70), Space: 1999 (1975–76), The New Avengers (1976–77), i V (1984). Va dirigir 50 dels 88 capítols de la sèrie Zorro, que es va rodar a Madrid entre 1989 i 1992 per al canal estatunidenc ABC Family. També ha dirigit algunes pel·lícules realitzades per a la televisió, com ara The Return of the Man from U.N.C.L.E. (1983), i alguns llargmetratges com ara Virgin Witch (1972) i House of the Living Dead (1974), que va guanyar el premi al millor actor al VII Festival Internacional de Cinema Fantàstic i de Terror.
El lloc de rècords mundials Guinness afirma que "El 1965, la dama Diana Rigg (Regne Unit) es va convertir en la primera actriu occidental a interpretar kung fu a la televisió quan els coreògrafs de combat Ray Austin (Regne Unit) i Chee Soo (Regne Unit/Xina) va incorporar elements de l'art marcial a les seves escenes de lluita a The Avengers. La presentació del certificat es va fer a The New Paul O'Grady Show."
Va impartir lliçons de cinema i televisió, també a la Universitat de Califòrnia a Los Angeles, a LA Actors Play House i a la London Film School L'octubre de 2009, va ser acusat de robar "nombrosos articles" incloses estàtues de ferro colat de Humpty Dumpty, un gos i un cap de cavall (valorats junts en un total de 740,52 dòlars) del centre comercial Antiquer de Ruckersville, EUA. Declarat culpable d'un petit robatori, va rebre una condemna suspesa de sis mesos de presó i una multa de 1.000 dòlars.

## Televisió

### Especialista
- Highway Patrol, 1955-59
- Thunder Road, 1958
- North by Northwest, 1959
- Operation Petticoat, 1959
- Espàrtac, 1960
- Tres vides errants, 1960
- Have Gun – Will Travel, 1957-63
- Peter Gunn, 1958-60, 1960-61
- Els canons de Navarone, 1961
- Saturday Night and Sunday Morning, 1961
- La soledat del corredor de fons, 1962
- Tarzan, 1963
- Tom Jones, 1963
- Cleopatra, 1963
- The Dirty Dozen, 1967
- The Avengers

### Actor
- The Saint, 1963-64, 1966
- La soledat del corredor de fons, 1962 (Mr Clay)
- Tom Jones, 1963 (Thug)
- Clash by Night, 1963 (Intruder)
- The V.I.P.s, 1963 (Chauffeur)
- Ghost Squad, 1964
- The Avengers, 1965

### Director
- The Baron, 1966
- The Saint, 1968 (2 episodis)
- The Avengers, 1968 (2 episodis)
- The Champions, 1968
- Journey to the Unknown, 1968-69
- The Ugliest Girl in Town, 1968-69
- Department S, 1969 (4 episodis)
- Randall and Hopkirk (Deceased), 1969-70 (6 episodis)
- Strange Report, 1971
- Shirley's World, 1971-72
- The Adventures of Black Beauty, 1974
- Space: 1999, 1975-76
- The New Avengers, 1976 (1 episodi)
- The Hardy Boys/Nancy Drew Mysteries, 1977-79
- W.E.B., 1978
- The Professionals, 1978 (2 episodis)
- Return of the Saint, 1978 (1 episodi)
- Barnaby Jones, 1978 (1 episodi)
- Sword of Justice, 1978 (2 episodis)
- Vega$, 1978-81
- Salvage 1, 1979 (2 episodis)
- A Man Called Sloane, 1979 (1 episodi)
- Hawaii Five-O, 1979 (1 episodi)
- B. J. and the Bear, 1979-80 (1 episodi)
- Hart to Hart, 1979-80, 1984 (5 episodis)
- Wonder Woman, 1979
- From Here to Eternity, 1980
- The Love Boat, 1980 (4 episodis)
- House Calls, 1980-82
- Quincy, M.E., 1981 (2 episodis)
- Magnum, P.I., 1981-86
- Simon & Simon, 1982 (2 episodis)
- Tales of the Gold Monkey, 1982
- The Mississippi, 1983-84
- The Return of the Man from U.N.C.L.E., 1983 (pilot)
- Jessie, 1984
- The Master, 1984
- Airwolf, 1984 (1 episodi)
- The Fall Guy, 1984 (2 episodis)
- Lime Street, 1985, 1987 (5 episodis)
- V, 1985 (1 episodi)
- Our House, 1986-87
- The Return of the Six Million Dollar Man and the Bionic Woman, 1987 (film)
- Snoops, 1989
- The New Alfred Hitchcock Presents, 1989 (1 episodi)
- Zorro, 1992
- The Boys of Twilight, 1992
- Highlander: The Series, 1992-93
- Pensacola: Wings of Gold, 1997 (1 episodi)
- CI5: The New Professionals, 1999 (2 episodis)

### Guionista
- Randall and Hopkirk (Deceased), 1969
- Department S, 1971
- Shirley's World, 1971-72
- The Adventures of Black Beauty, 1974
- Magnum, P.I., 1980-86
- Hart to Hart, 1984
- The Master, 1984
- The Zany Adventures of Robin Hood, 1984 (TV film)
- Airwolf, 1985
- Lime Street, 1985
- Spenser: For Hire, 1986
- Our House, 1986-88

### Productor
- Shirley's World, 1971-72
- JAG, 1995-96, 1997
- The New Avengers
- Zorro